# 徳山村立徳山中学校西谷分校
徳山村立徳山中学校西谷分校（とくやまそんりつ　とくやまちゅうがっこう　にしだにぶんこう）は、かつて岐阜県揖斐郡徳山村字櫨原（現・揖斐川町）に存在した公立中学校の分校。

## 概要
- 徳山中学校の分校であり、徳山小学校戸入分校に併設されていた。
- 校名の「西谷」は、揖斐川支流（西谷）沿いの集落（戸入・門入）の通称、西谷部落に由来する。
- 当初は1961年1月に廃校予定であったが、一部の生徒が本校への通学を拒否したことにより延期された。

## 沿革
- 1947年（昭和22年）4月 - 徳山小学校戸入分校に徳山中学校西谷分校として開校。戸入、門入の生徒が通学する。尚、本校は小学校と併設されていた。
- 1958年（昭和33年）4月 - 本校が徳山小学校との併設を解消し、徳山中学校となる。西谷分校は引き続き徳山小学校戸入分校に併設する。
- 1960年（昭和35年）12月5日 - 徳山村上開田に本校の徳山中学校が新築移転。
- 1961年（昭和36年）
  - 1月 - 西谷分校の生徒の一部が本校への転入を拒否する事態が発生。急遽西谷分校に教師を交替で派遣し授業を行う。
  - 3月 - 廃校。